# Paleta (computação)

Paleta EGA de 64 cores

Uma paleta, no jargão da informática, especificamente da computação gráfica, é um subconjunto determinado da gama total de cores suportadas pelo sistema gráfico de um computador. Para cada cor da paleta se designa um número, e em cada pixel é armazenado um destes números. Estes números determinam a cor do pixel. As paletas permitem que imagens que contenham um pequeno número de cores sejam armazenadas utilizando-se uma quantidade reduzida de memória gráfica. Os sistema gráficos que utilizam paletas incluem CGA, EGA e VGA (para os PCs) e o Commodore Amiga.